# Kolenwoud
Het Kolenwoud (ook Kolenbranderswoud, (fr) Forêt Charbonnière), in Latijnse kronieken Silva Carbonaria genoemd, was het oerbos dat zich uitstrekte in Gallië vanaf Brabant tot Picardië en eens het middendeel van België bedekte.
Het huidige Zoniënwoud, het Hallerbos, het Kravaalbos, het Heverleebos, het Neigembos, het Hayesbos, het Berchembos, het Meerdaalwoud, het Buggenhoutbos  en het Bos van La Houssière zijn er restanten van.
De naam "kolenwoud" werd gegeven door Julius Caesar in zijn oorlogsdagboek De Bello Gallico, toen deze met zijn leger door het bijna ondoordringbare woud trok. De naam sloeg op het algemeen gebruik van de winning van houtskool voor het smelten van de ijzerhoudende zandsteen (limoniet) die op verschillende plaatsen in deze streken voorkomt. Precies dat gebruik leidde ertoe dat grote delen ontbost raakten.